# Rustbrun tørvemos
Rustbrun Tørvemos (Sphagnum fuscum) er et tørvemos, der vokser i tætte tuer med en karakteristisk rustbrun farve. Arten er ret almindelig i en del danske højmoser.

## Beskrivelse
Rustbrun Tørvemos har rødbrun, flad skudspids og en stængel, der er mørkebrun eller næsten sort. Stænglens mørke farve ses, når de lange og bredt afrundede blade fjernes. Grenbladene er derimod spidse.
Årlig tilvækst i højde x bredde: 0,5 x 30 cm/år.
Tørvemosser har ikke rigtige rødder og vokser løst oven i den masse af planter, som findes på stedet. Planternes særegne anatomi gør, at de kan løfte vand adskillige centimeter over niveau, sådan at næste generation af tørvemos kan begynde tilværelsen en smule højere end den foregående.

## Voksested
Gennem århundreder og årtusinder medfører denne konstante vækst i højden, at højmosetørven bliver tykkere og tykkere, men også at mosen breder sig og dækker et større og større areal. Højmosen er et at de få eksempler på, at en anden vegetation kan fortrænge løvskoven som klimaks i Danmark. Alt dette skyldes tørvemos.